# Kamczadałowie
Niektóre z zamieszczonych tu informacji wymagają weryfikacji.
Dokładniejsze informacje o tym, co należy poprawić, być może znajdują się w dyskusji tego artykułu.
 Po wyeliminowaniu niedoskonałości należy usunąć szablon {{Dopracować}} z tego artykułu.
Kamczadałowie – stosowana dawniej w większości języków, także w polskim, pochodząca z rosyjskiego nazwa paleoazjatyckiego ludu Itelmenów.
W okresie wcześniejszym (XVIII – pocz. XIX w.) nazwą Kamczadałowie rosyjscy osadnicy określali wszystkie paleoazjatyckie ludy zamieszkujące Kamczatkę tj. m.in. Czukczów, Koriaków, Itelmenów a także tunguskich Ewenków. Następnie nazwę tę stosowano tylko do Itelmenów.
Od tego czasu we wszystkich publikacjach naukowych nazwy Itelmeni i Kamczadele są uważane za synonimiczne, przy czym preferowanym było pierwsze określenie, jako wywodzące się z języka itelmeńskiego.
Współcześnie nazwa ta określa mówiących po rosyjsku mieszkańców Kamczatki mieszanego pochodzenia.
Rosyjski spis powszechny z 2002 r. w kategorii „narodowość”, dając możliwość wyboru deklarowanej przynależności narodowej, zawierał osobno pozycje Kamczadałowie (ros. Камчадалы) i Itelmeni (ros. Ительмены). Według wyników tego spisu narodowość kamczadalską zadeklarowały 2293 osoby, zaś itelmeńską – 3180.